# Inovacije temeljene na podatcima
Inovacije temeljene na podatcima (engl. data-driven inovation, DDI), pojam koji se odnosi na sposobnost poduzeća i tijela javnog sektora da upotrebljavaju informacije iz poboljšane analitike podataka za razvoj boljih usluga i roba kojima se olakšava svakodnevni život pojedinaca i organizacija, uključujući mala i srednja poduzeća. Ovakve inovacije donose brojne mogućnosti za otvaranje novih radnih mjesta. Da bi se došlo do toga potrebni su skupovi visokokvalificiranih stručnjaka iz raznih disciplina, što uključuje područja analitike podataka, strojnog učenja i vizualizaciju. Potrebno je regulirati relevantne pravne aspekte kao što su vlasništvo nad podatcima, ograničenja licencija i zaštita podataka. Zato se mora osposobiti stručnjake za podatke koji ćeobaviti dubinsku tematsku analizu,  iskoristiti nalaze strojeva, steći uvid na temelju podataka te ih upotrebljavati za bolje odlučivanje. Europska unija teži dosegnuti način poslovanja gospodarstva temeljenog na podatcima. Takvo gospodarstvo je ekosustav različitih vrsta sudionika na digitalnom jedinstvenom tržištu. Takav sustav dovodi do većeg broja poslovnih mogućnosti i veće dostupnosti znanja i kapitala, posebno za mala i srednja poduzeća, kao i do učinkovitijih poticaja za relevantno istraživanje i inovacije.